# Ennedecàedre

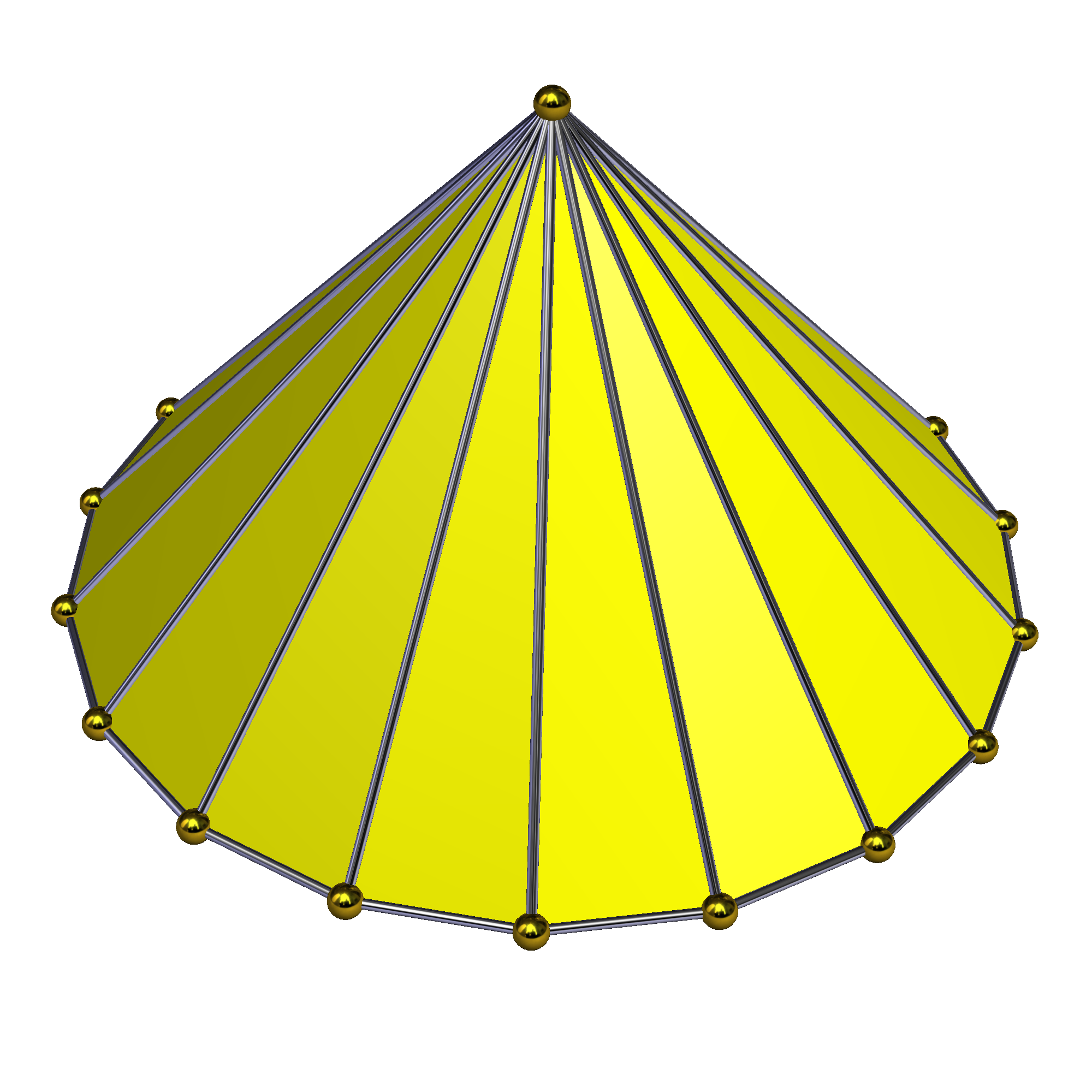
Representació de l'ennedecàedre.

Un ennedecàedre o ennedecaedre és un políedre que té dinou cares. Cap ennedecàedre és regular.
Hi ha moltes formes topològicament diferents del pentadecàedre com, per exemple, la piràmide octadecagonal (de 18 costats) o el prisma heptadecagonal (17 costats). Aquesta darrera és l'únic ennedecàedre convex amb totes les cares poligonals regulars.